# Андреас Иваншиц
Андреас Иваншиц (на немски: Andreas Ivanschitz) е роден на 15 октомври 1983 г. в Айзенщат, Австрия. Той е австрийски футболист. Играч на Майнц 05. На 7 октомври 2011 се завръща в националния тим на Австрия и вкарва гол на Азербайджан.

## Статистика
- 147 мача и 25 гола за СК Рапид Виена
- 13 мача и 1 гол за ФК Ред Бул Залцбург
- 53 мача и 9 гола за Панатинайкос Атина
- 47 мача и 9 гола за Майнц 05

## Титли и успехи
- 1 x Титла на Австрия: 2005 (Рапид)
- 1 x Финал за купата на Австрия: 2005 (Рапид)
- 1 x Финал за купата на Гърция: 2007 (Панатинайкос)
- 1 x Уастие в Шампионската лига: 2005 (Групова фаза с Рапид)
- 1 x Футболист на годината за Австрия: 2003